# 436 هـ
436 هـ هي سنة في التقويم الهجري امتدت مقابلةً في التقويم الميلادي بين سنتي 1044 و1045.

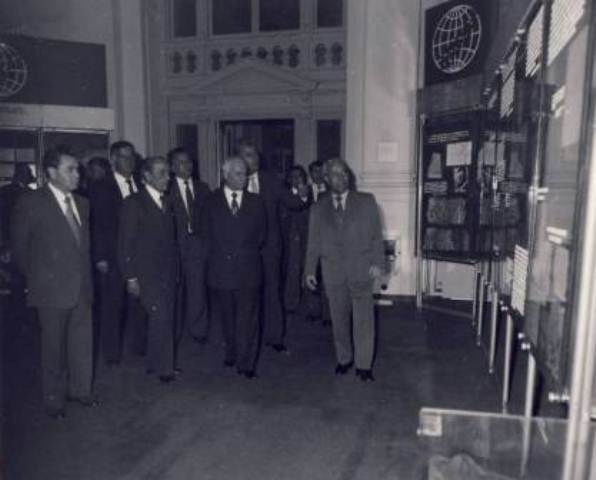
كنعان أورن

## وفيات
- كنعان أورن
- الصيمري
- مجاهد العامري
- الشريف المرتضى
- ابن ماما